# Самтредіа (футбольний клуб)

Старий логотип клубу

Самтредіа (груз. საფეხბურთო კლუბი სამტრედია) — грузинський футбольний клуб з однойменного міста. Виступає в Лізі Умаглесі, найвищій лізі чемпіонату Грузії.

## Хронологія назв
- 1936–1991 — «Локомотив»
- 1991–1992 — «Самтредіа»
- 1992–1993 — «Локомотив» (Самтредіа)
- 1993–1997 — «Самтредіа»
- 1997–1998 — «Джуба» (Самтредіа)
- 1998–2001 — «Іберія» (Самтредіа)
- 2001–2002 — «Локомотив» (Самтредіа)
- 2002–2004 — «Самтредіа»
- 2004–2006 — «Локомотив» (Самтредіа)
- 2006–наш час — «Самтредіа»

## Історія
Футбольний клуб «Самтредіа» з однойменного міста в різні роки своєї історії носив найрізноманітніші назви. Серед них були «Локомотив», «Санавардо», «Джуба» і «Іберія».
Перша футбольна команда в місті Самтредіа була утворена в 1936 році. У тому ж році команда заявилася в турнір другої ліги чемпіонату СРСР з футболу під назвою «Локомотив». Беручи участь у Другій лізі союзної першості, «Локомотив» (Самтредіа) протягом багатьох років досить успішно представляв Грузію в чемпіонаті Радянського Союзу.
Після розпаду СРСР футбольний клуб зберіг своє існування і вже під новими назвами «Санавардо» й «Іберія» з перемінним успіхом брав участь в чемпіонаті Грузії з футболу.
Найбільший успіх футбольного клубу «Самтредіа» (тоді він носив назву «Іберія») припадає на період з 1994 по 1996-ий роки, коли команда досягла найвищого для себе успіху в чемпіонаті Грузії: зайняла друге місце в національній першості і вперше в своїй історії домоглася права представляти Грузію в єврокубках. У дебютному для себе сезоні в єврокубках в рамках кваліфікації Кубку УЄФА сезону 1995/96 років в двоматчевому протистоянні з македонським «Вардаром» команда поступилася македонському клубу із загальним рахунком 0:3 (0:2 вдома та 0:1 у гостях).
У різні роки в клубі грали ряд добре відомих для Грузії футболістів: Тарієл Двалішвілі, Девіс Дарджанія, Піруз Кантеладзе, Гіві Бабанідзе, Тимур Дзагнідзе та Сергій Швецов. У 90-их роках за футбольний клуб виступали такі відомі гравці як Заза Джанашия, Давіт Джанашия, Кахабер Гогічашвілі, Михайло Джишкаріані, Гіоргі Дараселія, Зураб Іонанідзе, Георгий Джишкаріані, Григол Чантурія та інші.
Крім того, «Самтредіа» є рідним клубом для одного з найуспішніших футболістів в історії грузинського футболу Кахабера Каладзе, вихованцем якого він є.
У недалекому минулому клубом було проведено ряд офіційних і товариських матчів за кордоном. Зокрема, важливою віхою в історії клубу є гостьова перемога над турецьким «Трабзонспором». У 2009 році клуб провів ряд товариських міжнародних зустрічах із участю команд із пострадянського простору, таких як «Оболонь» (Київ) і вірменський «Імпульс».
У сезоні 2015/16 років «Самтредіа» повторила свій історичний успіх двадцятирічної давності, зайнявши в чемпіонаті Грузії підсумкове друге місце і вперше після двадцятирічної перерви і вдруге в клубній історії пробилася в єврокубки, де взяла участь в кваліфікації Ліги Європи сезону 2016/17 років.
З огляду на реформи грузинського футболу і переходу з системи осінь-весна на систему весна-осінь, розіграш нового чемпіонату Грузії було вирішено провести за усіченою схемою менш ніж за півроку. Чемпіонат Ліги Умаглесі був зіграний восени того ж року. Ліга була розділена на дві групи: Білу і Червону із системою у два кола (по дві гри команд один з одним - на виїзді і вдома). Дві найкращі команди обох груп змагалися за звання чемпіона між собою в двоматчевому протистоянні, інші клуби виходили в плей-офф турніру в боротьбі за путівку до ЛЄ або в боротьбі за виживання, в залежності від результатів за підсумками регулярного сезону. Вигравши регулярний чемпіонат Ліги Умаглесі в Червоній групі, «Самтредіа» зустрілася з переможцем Білої групи клубом «Чихурі» з міста Сачхере. За підсумками двоматчевої дуелі «Самтредіа» здобула перемогу із загальним рахунком 4:2 і вперше в своїй історії стала чемпіоном Грузії з футболу осіннього сезону.
Влітку 2017 роки клуб «Самтредіа» очікує дебют в кваліфікації Ліги чемпіонів УЄФА сезону 2017/18 років.

## Досягнення
- Ліга Умаглесі
  -  Чемпіон (1): 2016 (осінь)
  -  Срібний призер (2): 1994/95, 2015/16

- Ліга Пірвелі
  -  Чемпіон (2): 2008/09, 2013/14
  -  Срібний призер (1): 1997/98

- Кубок Давида Кіпіані
  -  Фіналіст (1): 2014/15

- Суперкубок Грузії
  -  Володар (1): 2017

- Друга ліга СРСР
  -  Чемпіон (2): 1980, 1987
  -  Срібний призер (2): 1979, 1981, 1982

## Статистика виступів з 2006 року
| Сезон        | Ранг | Турнір        | Місце | І  | В  | Н | П  | ЗМ | ПМ | РМ  | Очки | Кубок            | Підсумок |
| ------------ | ---- | ------------- | ----- | -- | -- | - | -- | -- | -- | --- | ---- | ---------------- | -------- |
| 2006/07      | 2    | Ліга Пірвелі  | 11    | 34 | 13 | 8 | 13 | 35 | 43 | -8  | 47   | Попередній раунд |          |
| 2007/08      | 2    | Ліга Пірвелі  | 8     | 27 | 9  | 5 | 13 | 35 | 51 | -16 | 32   | Попередній раунд |          |
| 2008/09      | 2    | Ліга Пірвелі  | 1     | 30 | 21 | 3 | 6  | 56 | 23 | +33 | 66   | 1/8 фіналу]]     |          |
| 2009/10      | 1    | Ліга Умаглесі | 7     | 36 | 10 | 7 | 19 | 43 | 68 | -25 | 37   | 1/8 фіналу       |          |
| 2010/11      | 1    | Ліга Умаглесі | 10    | 36 | 6  | 7 | 23 | 27 | 72 | -45 | 25   | 1/8 фіналу       |          |
| 2011/12      | 2    | Ліга Пірвелі  | 9     | 18 | 3  | 5 | 10 | 15 | 30 | -15 | 14   | 1/16 фіналу      |          |
| 2012/13      | 2    | Ліга Пірвелі  | 5     | 30 | 17 | 4 | 9  | 53 | 37 | +16 | 55   | 1/8 фіналу       |          |
| 2013/14      | 2    | Ліга Пірвелі  | 1     | 30 | 18 | 7 | 5  | 63 | 18 | +45 | 61   | 1-ий раунд       |          |
| 2014/15      | 1    | Ліга Умаглесі | 6     | 30 | 13 | 6 | 11 | 40 | 31 | +9  | 45   | Фіналіст         |          |
| 2015/16      | 1    | Ліга Умаглесі | 2     | 30 | 20 | 3 | 7  | 66 | 32 | +34 | 63   | 1/4 фіналу       |          |
| 2016 (осінь) | 1    | Ліга Умаглесі | 1*    | 12 | 8  | 3 | 1  | 27 | 9  | +18 | 27   | 1/4 фіналу       |          |

- За підсумками плей-оф.

## Статистика виступів у єврокубках
| Сезон   | Турнір         | Раунд                        | Суперник        | Вдома | В гостях | Загальний рахунок |  |
| ------- | -------------- | ---------------------------- | --------------- | ----- | -------- | ----------------- |  |
| 1995/96 | Кубок УЄФА     | Попередній раунд             | Вардар          | 0:2   | 0:1      | 0:3               |  |
| 2016/17 | Ліга Європи    | Перший кваліфікаційний раунд | Габала          | 2:1   | 1:5      | 3:6               |  |
| 2017/18 | Ліга чемпіонів | Другий кваліфікаційний раунд | Карабах (Агдам) | 0:1   | 0:5      | 0:6               |  |

## Відомі гравці
- Сергій Швецов
- Кахабер Каладзе
- Георгій Дараселія
- Михайло Джишкаріані
- Зураб Іонанідзе
- Заза Джанашия
- Давит Джанашия
- Кахабер Гогічиашвілі